# Warsaw Feis
Warsaw Feis – Środkowoeuropejskie Zawody w Tańcu Irlandzkim.
Warsaw Feis to coroczne zawody w tańcu irlandzkim organizowane w latach 2002–2006 przez najstarszą polską szkołę tańca irlandzkiego Ua Niall (czyt. o nil) przy współpracy miłośników tańca irlandzkiego, pod patronatem An Coimisiun Le Rinci Gaelacha (Komisji Tańca Irlandzkiego). W zawodach uczestniczyli głównie tancerze z Europy środkowej i wschodniej.
Zawody odbywały się tradycyjnie w pierwszej połowie czerwca w warszawskim Teatrze Rampa na Targówku.
Warszawskie zawody w tańcu irlandzkim otwierały przed miłośnikami tańca nowe możliwości. Tancerze mogli oszacować stopień zaawansowania uzyskując ocenę profesjonalnego sędziego oraz porównać swój poziom i technikę z poziomem i techniką zawodników również z zagranicy.